# 土观·嘉木样洛藏丹贝尼玛
土观·嘉木样洛藏丹贝尼玛（藏語：ཐུའུ་བཀྭན་འཇམ་དབྱངས་བློ་བཟང་བསྟན་པའི་ཉི་མ་，威利转写：thuvu bkwan vjam dbyangs blo bzang bstan pavi nyi ma，1980年4月—）藏族，青海省循化县人，第八世（不计追认）土观活佛。

## 生平
1980年4月出生于循化县。1993年7月，由甘肃拉卜楞寺嘉木样活佛和青海省政协副主席松布活佛等人在拉卜楞寺通过食团问卜认定为土观活佛的转世灵童，同年8月在青海省佑宁寺坐床，正式继任土观活佛。后来，赴拉卜楞寺学经。1999年起，任互助土族自治县政协副主席，负责政协的宗教工作，并协调各个寺庙管理委员会的工作。他还担任中国藏语系高级佛学院院长助理、青海省佛教协会副会长等职务。